# Méloxicam
Le méloxicam (Mobic) est un anti-inflammatoire non stéroïdien. Il inhibe plus la cyclooxygénase COX-2, tout en épargnant relativement la cyclooxygénase constitutive COX-1 mais la sélectivité d'inhibition sur COX-2 n'apparaît qu'aux posologies minimales recommandées.

## Effets indésirables possible
- Hypertension artérielle
- Insuffisance cardiaque
- Melaena
- Hématémèse
- Exacerbation d'une maladie de Crohn
- Exacerbation d'une rectocolite hémorragique
- Infarctus du myocarde
- Accident vasculaire cérébral
- Anémie
- Leucopénie
- Thrombopénie
- Agranulocytose
- Réaction anaphylactique
- Réaction anaphylactoïde
- Trouble de l'humeur
- Insomnie
- Cauchemars
- Sensation ébrieuse
- Céphalée
- Vertige
- Acouphènes
- Somnolence
- Confusion
- Troubles de la vue
- Vision floue
- Palpitations
- Augmentation de la pression artérielle
- Flush
- Crise d'asthme
- Dyspepsie
- Nausée
- Vomissement
- Douleur abdominale
- Constipation
- Flatulence
- Diarrhée
- Saignement gastro-intestinal
- Ulcère gastroduodénal
- Œsophagite
- Stomatite
- Perforation gastro-intestinale
- Gastrite
- Colite
- Pancréatite
- Hépatite
- Prurit
- Éruption cutanée
- Urticaire
- Syndrome de Stevens-Johnson
- Nécrose épidermique toxique
- Œdème de Quincke
- Réaction bulleuse
- Érythème polymorphe
- Réaction de photosensibilité
- Rétention sodique et hydrique
- Hyperkaliémie
- Insuffisance rénale aiguë
- Œdème
- Œdème des membres inférieurs
- Élévation des transaminases
- Élévation de la bilirubine
- Élévation de la créatinine sanguine
- Élévation de l'urée sanguine
- Néphrite interstitielle
- Nécrose tubulaire aiguë
- Syndrome néphrotique
- Nécrose des papilles rénales

## Usage vétérinaire
Le méloxicam s'utilise aussi pour la gestion de la douleur péri-opératoire et l'inflammation en domaine vétérinaire. Une étude sur des chiens confirme que l'administration du méloxicam avant une opération peut aussi prévenir de l'hypertension reliée à une maladie cardiaque, même chez les animaux normotendus et sans maladie cardiaque, d'âge avancé, car des troubles valvulaires se développent fréquemment chez les chiens âgés. Les valeurs des pressions sanguines systoliques, diastoliques et la valeur moyenne du groupe administré le méloxicam étaient de 5  à   20 mm Hg inférieures à celles du groupe de contrôle jusqu'à 5 jours après la chirurgie.